# Giurgeni (okręg Bacău)
Giurgeni – wieś w Rumunii, w okręgu Bacău, w gminie Tătărăști. W 2011 roku liczyła 253 mieszkańców.